# Becky Cloonan
Becky Cloonan (Pisa, 23 de junho de 1980) é uma autora de histórias em quadrinhos americana, conhecida pelo trabalho publicado pela Tokyopop e Vertigo. Em 2012, ela se tornou a primeira mulher artista a desenhar o principal título do Batman para a DC Comics.

## Biografia
Becky Cloonan nasceu em Pisa, Itália. Ela frequentou a Escola de Artes Visuais de Nova York.
Cloonan criou miniquadrinhos e fez parte do coletivo Meathaus antes de colaborar com Brian Wood em Channel Zero: Jennie One em 2003. Desde então, seu perfil (e carga de trabalho) tem aumentado constantemente; seu trabalho mais conhecido até o momento foi a série de quadrinhos de doze edições Demo (2004), também com Wood. A Wizard nomeou Demo como seu "Indie do Ano" de 2004. A série também foi indicada a dois Eisner Awards em 2005, como Melhor Série Limitada e Melhor Edição Única ou One-Shot (a última foi para a Demo # 7, "One Shot, Don't Miss").
A primeira graphic novel solo de Cloonan, East Coast Rising Volume 1, foi lançada pela Tokyopop em 2006. East Coast Rising: O Volume 1 marcou a terceira indicação ao Eisner Award de Cloonan em 2007, desta vez para Melhor Nova Série. Ela também colaborou com o escritor Steven T. Seagle na série American Virgin da Vertigo Comics, que foi cancelada na 23ª edição.  Em 2007, colaborou com Fábio Moon, Gabriel Bá, Rafael Grampá e Vassilis Lolos no quadrinho one-shot 5 (ganhador do Eisner de Melhor Antologia) e no ano seguinte, com Moon, Bá e Lolos, no quadrinho Pixu. Em 2012, ela se tornou a primeira mulher a desenhar a série principal do Batman.
Em 2013, ela fez a arte da série The True Lives of the Fabulous Killjoys, escrita por Gerard Way e Shaun Simon; e no mesmo ano, recebeu o Eisner Award de Melhor Edição Única ou One-Shot pela história independente The Mire, posteriormente inclusa na coletânea By Chance or Providence (lançado no Brasil como Por Deus ou pelo acaso). Em 2014/2015, ela também co-criou e ilustrou capas e histórias para a série Gotham Academy, da DC Comics.
Ela criou artes para o selo Qn5 da banda Leftöver Crack, incluindo CunninLynguists e Tonedeff.  
Em 2015, ela ficou em terceiro lugar entre as 50 maiores mulheres quadrinistas de todos tempos. Ela também foi uma das únicas duas criadoras a fazer parte da lista como roteirista e artista, votada em 14º lugar entre as melhores roteiristas de todos os tempos.
Em 2017, Cloonan foi uma dos vários artistas participantes do Pow! Wow! Festival de Worcester, cujo objetivo era pintar grandes murais públicos em edifícios de Worcester, MA. Cloonan pintou seu mural, que ela completou no Dia do Trabalho, no prédio que abriga a loja de quadrinhos That's Entertainment.